# Isla de Sant'Antioco
La Isla de Sant'Antioco (en italiano Isola di Sant'Antioco, en sardo Ísula de Sant'Antiogu) es la segunda isla más grande de los archipiélagos de Cerdeña, con 108,9 kilómetros cuadrados de superficie. Se encuentra en el extremo suroeste de Cerdeña y está conectada por un puente y carretera. Pertenece a dos comunas,  Sant'Antioco y Calasetta.
En su extremo norte se encuentra la isla de San Pietro, conectada a Calasetta por un servicio de ferry y con el que forma el archipiélago de Sulcis.